# Pamela Behr
Pamela Behr (* 21. September 1956 in Hindelang, Bayern) ist eine ehemalige deutsche Skirennläuferin.

## Biografie
Ihren größten Erfolg in der von 1971 bis 1980 andauernden Karriere erreichte Behr bei den Skiweltmeisterschaften 1978 in Garmisch-Partenkirchen mit der Silbermedaille im Slalom. Im Weltcup holte sie mit Rang 8 beim Slalom in Grindelwald am 18. Januar 1972 ihre ersten Punkte, mit Start-Nr. 19 hatte sie am 17. März 1972 beim Slalom in Pra-Loup mit Rang 2 ihre Premiere am Podium und ihren ersten und einzigen Sieg holte sie ebenfalls in einem Slalomrennen (9. Dezember 1972 in Val-d’Isère, womit sie zum damaligen Zeitpunkt die jüngste Siegerin eines Weltcuprennens war). Sie kam fünf Mal auf Podestplätze und 22 Mal in die Top 10. Ihre beste Platzierung im Gesamtweltcup erreichte Behr in der Saison 1972/73 mit dem elften Rang. Bei den Olympischen Spielen 1972 belegte sie den sechsten und 1976 den fünften Platz, jeweils im Slalom. Am 11. Februar 1976 führte sie vor Rosi Mittermaier und Claudia Giordani, doch die nur siebtbeste Zeit im zweiten Lauf ließ sie noch auf Rang 5 zurückfallen.
Behr wurde zudem zwischen 1971 und 1979 siebenmal Deutsche Meisterin im Slalom. Auch ihr Vater, der Skirennläufer Sepp Behr, hatte zwischen 1954 und 1962 sieben Meistertitel gewonnen.
Pamela Behr ist mit dem FIS-Marketing- und Kommunikations-Direktor Christian Knauth verheiratet und als Technische Delegierte der FIS weiterhin im Skisport tätig. Daneben gibt sie in den Wintermonaten im Allgäu, an der Hörnerbahn in Bolsterlang, Privatpersonen Skiunterricht.

## Weltcupsiege
Behr errang insgesamt 5 Podestplätze, davon 1 Sieg:
| Datum            | Ort         | Land       | Disziplin |
| ---------------- | ----------- | ---------- | --------- |
| 9. Dezember 1972 | Val-d’Isère | Frankreich | Slalom    |